# 單面器
單面器（英語：uniface）在考古學中是一種特定類型的石器，這種石器所用的石材只會有某一個表面的石片遭到剝落。單面器工具一般分為兩大類：「改性石片」（Modified flakes）及「正規工具」。其中正規工具是石器邊刃（edge）受到了系統性的刻意修飾（retouch），顯然是因某特定目的而產生。

## 改性石片
雖然許多受到加工的石器在技術上可以被稱為「改性石片」，但就石器分析而言，改性石片通常被定義為具有一個或多個邊刃的石片，這些邊刃是透過偶然使用或非系統性修飾而改變，一般而言很難確定所觀察到的邊刃是如何產生。偶然使用是指使用了原先就很銳利的石片而未進行邊刃修飾。非系統性修飾則是指利用壓力剝落法從邊刃去除一些石片，行為模式無法辨別，或是說很多行為模式都有可能導致這種結果。

## 正規單面工具
一些單面器的特點是邊刃受到了系統性的修飾，使得邊刃變得更加地細薄、筆直、銳利和平滑，通常出於特定的目的而製作。正規單面器通常被用於木工、切割、砍伐或皮革加工，一般容易分類。下面討論了最常見的類型，不包含特殊類型的單面器。
刮削器是一種單面工具，用於皮革或木材的加工。雖然這個術語經常被用於任何無法分類的單面石片工具，但大多數石器分析家堅持，真正的刮削器是根據使用的磨損情形來定義，並且通常在其末端加工稱為「末端刮削器」（end scrapers）。其他的刮削器還包括所謂的「側刮削器」。大多數刮削器的形狀是橢圓形或刀狀的。刮削器的工作邊刃往往是凸起的，許多刮削器的側邊都被鈍化，以便於裝到柄上。還有一種重要類型是「拇指甲刮削器」（thumbnail scraper），這種刮削器的形狀就如名稱一樣，常見於古印地安人遺址中。
鑿（或錛）可能是雙面也可能是單面，該工具有著類似於鑿子的工作邊刃，用於木材加工，可能也用於從骨頭中提取骨髓。鑿子一般呈三角形，其工作邊刃位於三角形的底邊處（特徵是角度較為陡峭）。而對邊的尖端處則是用於裝柄的一端； 工具本身通常與手柄成直角。
齒狀工具的邊刃被加工成多重缺口狀。事實上，這些工具可能被用作鋸子，而且相較於肉類，用來加工木材的可能性大。然而這些缺口可能有部分或是全部，是被用於削平木杆或用於類似目的。